# 细鼩鼱
细鼩鼱（学名：Sorex gracillimus）为鼩鼱科鼩鼱属的动物。在中国大陆，分布于东北等地。该物种的模式产地在库页岛。